# Kosztanaj
Kosztanaj (kazakul: Қостанай, oroszul: Костанай) város Kazahsztánban. A Kosztanaji terület székhelye.
Orosz telepesek alapították 1879-ben, II. Miklós orosz cár tiszteletére Nyikolajevszk néven. 1888-ban több mint 3000 lakosa volt, valamint egy malma és egy sörfőzdéje, melyek ma is működnek. 1893-ban városi rangot kapott. 

## Sport
A városban működik az Tobil Kosztanaj FK labdarúgóklub.

## Fordítás
- Ez a szócikk részben vagy egészben a Kostanay című angol Wikipédia-szócikk ezen változatának fordításán alapul.  Az eredeti cikk szerkesztőit annak laptörténete sorolja fel. Ez a jelzés csupán a megfogalmazás eredetét és a szerzői jogokat jelzi, nem szolgál a cikkben szereplő információk forrásmegjelöléseként.